# فست فشن
فست فشن مدل کسب‌وکار و به معنای بازتولید سریع ترندهای تازه معرفی‌شده در نمایش‌های مد و طراحی‌های برندهای لوکس، تولید انبوه آن‌ها با هزینه پایین، و عرضه فوری به بازار در زمانی که تقاضا در بالاترین سطح قرار دارد، تعریف می‌شود. اصطلاح «فست فشن» همچنین به‌صورت کلی برای اشاره به محصولات حاصل از این مدل کسب‌وکار، به‌ویژه در زمینه پوشاک و کفش، به‌کار می‌رود.
خرده‌فروشانی که از این استراتژی بهره می‌برند شامل برندهایی چون فشن نووا، پرایمارک، اچ اند ام، شین و زاراهستند؛ تمامی این برندها با عرضه سریع و پی‌درپی لباس‌های ارزان‌قیمت، فصلی و مطابق با مد روز که برای مصرف‌کنندگان مُدگرا جذاب هستند، به شرکت‌های چندملیتی بزرگ تبدیل شده‌اند. رشد
رشد فست فشن در اواخر قرن بیستم آغاز شد، زمانی‌که هزینه تولید پوشاک کاهش یافت زنجیره تأمین کارآمدتر، روش‌های نوین تولید سریع، و اتکای بیشتر به نیروی کار ارزان‌قیمت در صنایع پوشاک واقع در جنوب، جنوب‌شرقی و شرق آسیا، جایی که ۸۵ تا ۹۰ درصد نیروی کار صنعت پوشاک را زنان تشکیل می‌دهند.
رویکردهای کاری در صنعت فست فشن اغلب استثماری هستند و به دلیل تمرکز نیروی کار زن در این صنعت، آسیب‌پذیری زنان بیشتر است. برون‌سپاری تولید به کشورهای دارای دستمزد پایین موجب تداوم چرخه‌های وابستگی و نابرابری می‌شود که یادآور الگوهای استثمار اقتصادی در دوران استعمار است.
برای حمایت از حقوق طراحان مد، قانون منع دزدی طراحی تصویب شد. با این حال، بسیاری از طراحان همچنان از شرکت‌های فست فشن به‌دلیل کپی‌برداری از طرح‌هایشان شکایت می‌کنند.

## شرکت‌های مهم

#### زارا

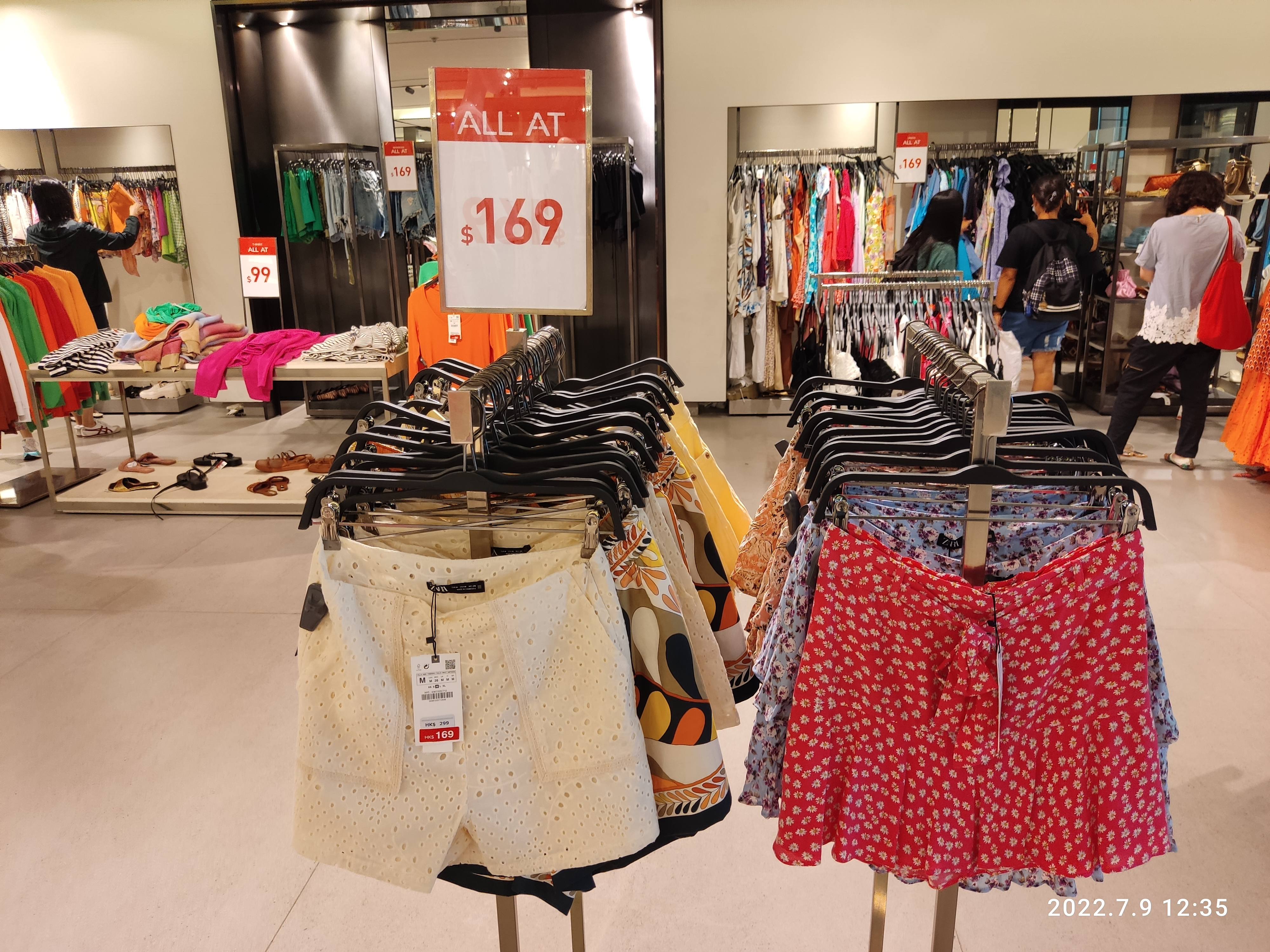
لباس‌های فروشی در فروشگاه زارا در هنگ کنگ

پدیده فست فشن ریشه در فعالیت‌های چند بازیگر کلیدی دارد و نمی‌توان آن را به یک برند یا شرکت خاص نسبت داد. یکی از چهره‌های تأثیرگذار در شکل‌گیری این جنبش، آمانسیو اورتگا، بنیان‌گذار برند زارا بود. این برند در سال ۱۹۶۳ در گالیسیا (اسپانیا) تأسیس شد و با عرضه نسخه‌های ارزان‌قیمت از مدهای لوکس در کنار طراحی‌های اصیل خود، به شهرت رسید.
در سال ۱۹۷۵، اورتگا نخستین فروشگاه خرده‌فروشی خود را در اروپا افتتاح کرد و مدلی نوآورانه در تولید و توزیع کوتاه‌مدت را بنیان گذاشت. تا اوایل دهه ۱۹۹۰، فعالیت‌های زارا به نیویورک نیز گسترش یافت، و روزنامه نیویورک تایمز برای توصیف مدل کسب‌وکار زارا، اصطلاح فست فشن را به‌کار برد و توانایی برند در انتقال یک ایده طراحی تا قفسه فروشگاه در کمتر از ۱۵ روز را برجسته کرد.

#### اچ اند ام

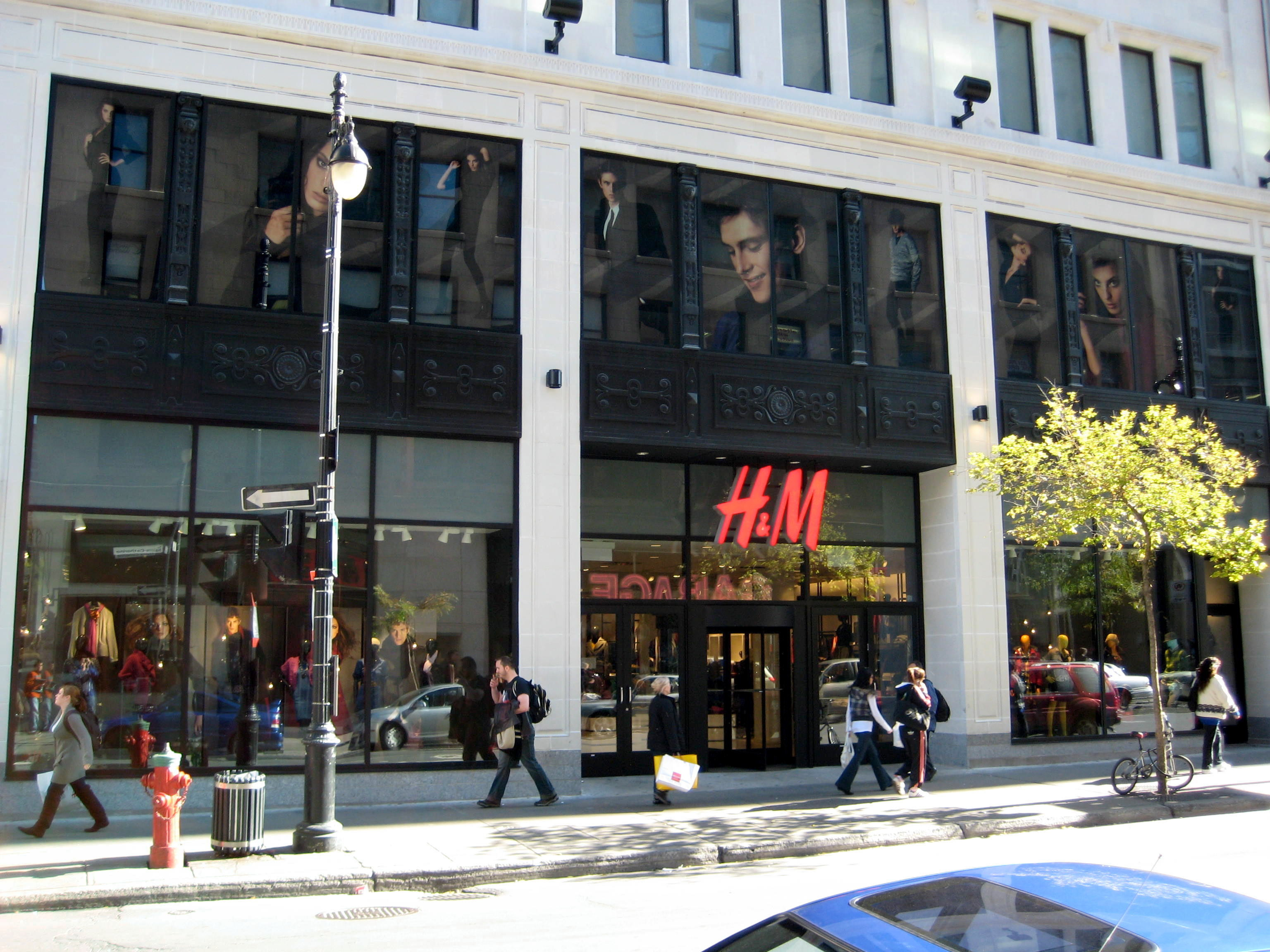
یک فروشگاه اچ اند ام در مرکز شهر مونترال

داستان پیدایش اچ اند ام، یکی دیگر از غول‌های فست فشن، با زارا اشتراکاتی دارد. در سال ۱۹۴۶، ارلینگ پرسون، یک کارآفرین سوئدی، به شهر نیویورک سفر کرد و در آنجا از تولید مد با حجم بالا که شاهد آن بود، بسیار مجذوب و تحت تأثیر قرار گرفت. سال بعد، پرسون یک فروشگاه مد به نام Hennes & Mauritz (یا اچ اند ام) در وستروس سوئد تأسیس کرد. بین سال‌های ۱۹۶۰ تا ۱۹۷۹، این شرکت به سرعت گسترش یافت و با ۴۲ فروشگاه در سراسر اروپا، شروع به تولید لباس برای زنان، مردان و کودکان کرد.

#### شین
این شرکت در سال ۲۰۰۸ در نانجینگ چین توسط کارآفرین کریس شو (شو یانگتیان) برای فروش آنلاین لباس عروس تأسیس شد. شین به سرعت به یک شرکت مد جهانی آنلاین تبدیل شد. در سال ۲۰۲۰، با درآمد ۱۰ میلیارد دلار، به یک غول تبدیل شد و در سال ۲۰۲۲، صد میلیارد دلار درآمد داشت. در طول همه‌گیری کووید-۱۹، شین شاهد افزایش فروش بود و سهم بازار آن از رقبایی مانند اچ اند ام و زارا پیشی گرفت.

## برندها
- مد نوا[۱۱]
- هالارا[۱۲]
- شین[۱۳]